# 奧白瀧號誌站
奧白瀧號誌站（日语：／ Oku-shirataki shingōjō */?）位於北海道紋別郡遠輕町，是北海道旅客鐵道（JR北海道）石北本線上的號誌站。前身為車站，之後才降級為號誌站。

## 車站構造
配有2線供列車進行會車，在仍是車站時為相對式月台2面2線。於上越方面分歧出一條側線。
目前仍保留舊站房作為保線人員維護基地，站房大門目前有木板阻擋住。

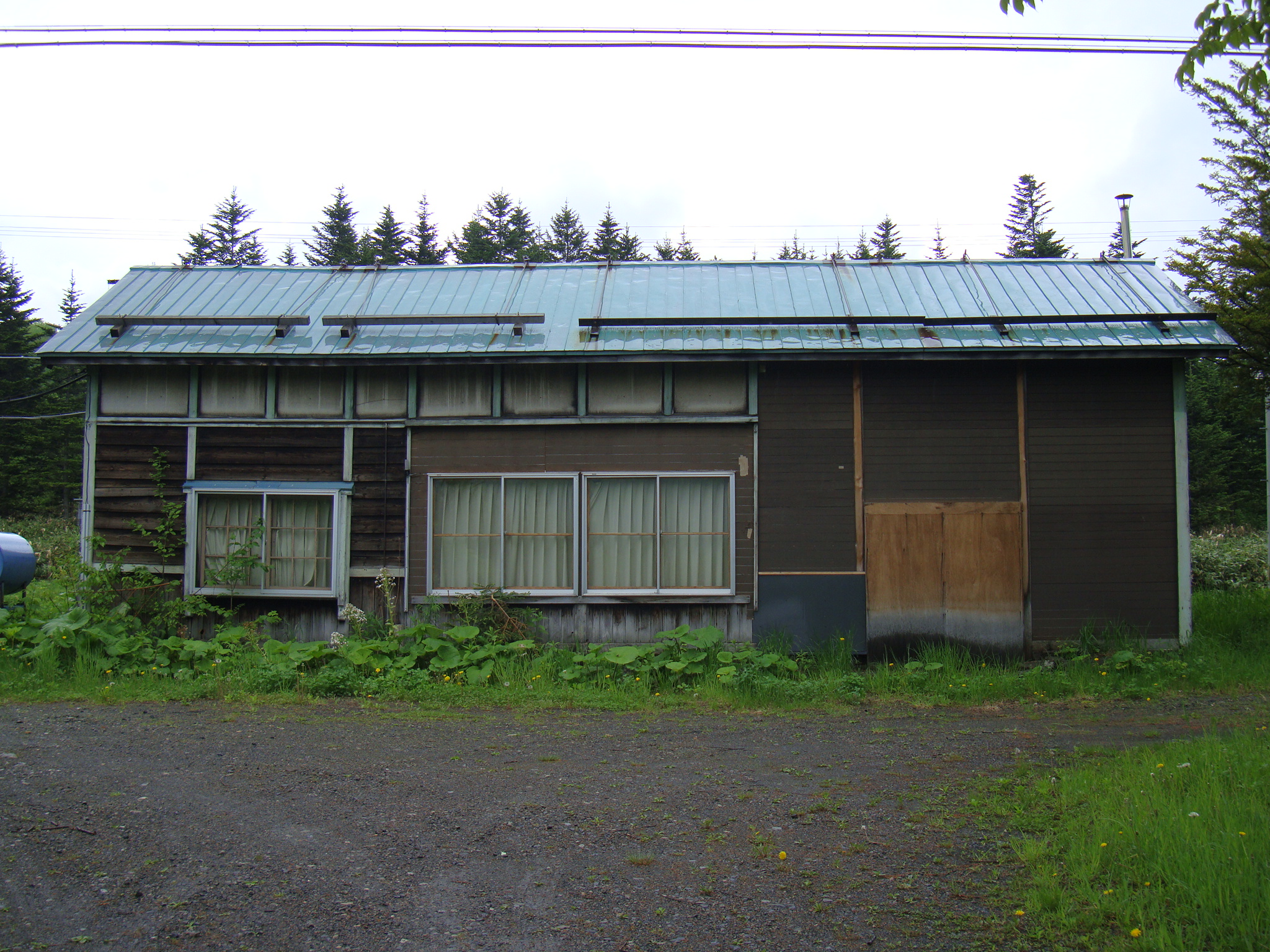
舊站房

## 車站周邊
位於北見山口白瀧側。
- 國道333號
- 旭川紋別自動車道
  - 奥白瀧交流道
  - 白瀧PA（白瀧道之驛）
- 奥白瀧開拓記念碑

## 历史
- 1932年（昭和7年）10月1日 - 設立當初為一般站。
- 1974年（昭和49年）10月1日 - 廢止貨物業務。
- 1983年（昭和58年）1月10日 - 廢止行李業務。無人化。
- 1986年（昭和61年）11月1日 - 改點，除周六外，每天僅有一個去回班次停靠。
- 1987年（昭和62年）4月1日 - 國鐵分割民營化後成為北海道旅客鐵道（JR北海道）轄下的號誌站。
- 1992年（平成4年）3月14日 - 改點，取消原週六白瀧 - 遠輕延長行駛至本站的班次。自此奧白瀧站每日僅剩一個去回班次。
- 2001年（平成13年）7月1日 - 廢止車站業務，降級為號誌站。

## 相鄰車站
北海道旅客鐵道（JR北海道）
■石北本線
上川（A43）－（中越信號場）－（上越信號場）－（奧白瀧信號場）－白瀧（A45）
- 信號場化時的白瀧方向相鄰車站上白瀧站於2016年3月26日廢站。

## 外部連結
- （日語）全驛參觀之旅 （页面存档备份，存于）